# 相澤寿聡
相澤 寿聡（あいざわ としあき、1987年12月14日 - ）は、栃木県足利市出身の元プロ野球選手（投手）。左投左打。

## 経歴
栃木県足利市で、4人兄弟の3番目（兄・姉・妹）として生まれる。4歳の時に父親を亡くし、母子家庭で育つ。小学校1年から野球を始める。
中学校の時に左利きであることを生かし、投手に転向。初登板で無安打無得点の快投をした。高校進学時、数校の誘いの中から群馬県の太田市立商業高校を選び、足利市の自宅から通学。朝5時半には家を出て、夜10時すぎに帰宅する毎日だった。
太田市商ではエースとして活躍し3年夏は決勝まで勝ち進むが前橋商業に敗退し甲子園出場はならなかった。同期に細谷圭がいる。
2005年の高校生ドラフト4巡目で広島東洋カープから指名され、契約金2,000万円、年俸450万円（推定）で契約を結んだ。ドラフトの記者会見で指名されたことに感激の余り号泣し、トイ・ストーリーのエイリアンのタオルでしきりに涙を拭っていた。また、入団に当たっては「（広島）市民に愛される選手になりたい。」と抱負を語っている。
2008年は二軍で主に先発で防御率3.82とまずまずの成績を残した。
2009年は中継ぎでほぼ一年間投げぬいたが、内容がいま一つで一軍昇格はならなかった。
2010年5月22日の対福岡ソフトバンクホークス戦でプロ入り初登板初先発するも、3回途中6失点で降板となり、プロの洗礼を浴びる結果となった。
2011年シーズン終了後からサイドスローに転向した。
2012年10月3日、球団から戦力外通告を受け、打撃投手としての契約を打診され、2013年より打撃投手としてチームの裏方に転身した。2016年限りで退団した。
広島を退団後は太田市役所に就職し、軟式野球の強豪である野球部でプレーを続けている。また、母校である太田市立高等学校でコーチを務めている。

## 選手としての特徴・人物
投球フォームは元々はオーバースローだが、2011年シーズン終了後サイドスローへ転向した。
佐々岡真司からも「鍛えれば中継ぎで面白い存在になる」と潜在能力を評価されていた。

## 詳細情報

### 年度別投手成績
| 年 度     | 球 団     | 登 板 | 先 発 | 完 投 | 完 封 | 無 四 球 | 勝 利 | 敗 戦 | セ 丨 ブ | ホ 丨 ル ド | 勝 率 | 打 者 | 投 球 回 | 被 安 打 | 被 本 塁 打 | 与 四 球 | 敬 遠 | 与 死 球 | 奪 三 振 | 暴 投 | ボ 丨 ク | 失 点 | 自 責 点 | 防 御 率 | W H I P |
| --------- | --------- | ----- | ----- | ----- | ----- | -------- | ----- | ----- | -------- | ----------- | ----- | ----- | -------- | -------- | ----------- | -------- | ----- | -------- | -------- | ----- | -------- | ----- | -------- | -------- | ------- |
| 2010      | 広島      | 3     | 1     | 0     | 0     | 0        | 0     | 1     | 0        | 0           | .000  | 21    | 3.1      | 10       | 1           | 2        | 0     | 0        | 3        | 0     | 0        | 7     | 6        | 16.20    | 3.60    |
| 2011      | 広島      | 2     | 0     | 0     | 0     | 0        | 0     | 0     | 0        | 0           | .000  | 5     | 1.0      | 3        | 0           | 1        | 0     | 0        | 0        | 0     | 0        | 0     | 0        | 0.00     | 4.00    |
| 通算：2年 | 通算：2年 | 5     | 1     | 0     | 0     | 0        | 0     | 1     | 0        | 0           | .000  | 26    | 4.1      | 13       | 1           | 3        | 0     | 0        | 3        | 0     | 0        | 7     | 6        | 12.46    | 3.69    |

### 記録
- 初登板・初先発：2010年5月22日、対福岡ソフトバンクホークス2回戦（福岡Yahoo! JAPANドーム）、2回1/3を6失点で敗戦投手
- 初奪三振：同上、1回裏に川﨑宗則から空振り三振

### 背番号
- 65 （2006年 - 2012年）
- 108 （2013年 - 2016年）